# D'Iberville
D'Iberville és una població dels Estats Units a l'estat de Mississipi. Segons el cens del United States Census 2007 estimate tenia 7.423 habitants.

## Demografia
Segons el cens del 2000, D'Iberville tenia 7.608 habitants, 2.827 habitatges, i 1.976 famílies. La densitat de població era de 619,7 habitants per km².
Dels 2.827 habitatges en un 34,1% hi vivien nens de menys de 18 anys, en un 49,6% hi vivien parelles casades, en un 15,2% dones solteres, i en un 30,1% no eren unitats familiars. En el 23% dels habitatges hi vivien persones soles el 5,6% de les quals corresponia a persones de 65 anys o més que vivien soles. El nombre mitjà de persones vivint en cada habitatge era de 2,69 i el nombre mitjà de persones que vivien en cada família era de 3,17.
Per edats la població es repartia de la següent manera: un 27% tenia menys de 18 anys, un 9,6% entre 18 i 24, un 32,3% entre 25 i 44, un 22,5% de 45 a 60 i un 8,6% 65 anys o més.
L'edat mediana era de 34 anys. Per cada 100 dones de 18 o més anys hi havia 96,9 homes.
La renda mediana per habitatge era de 34.700$ i la renda mediana per família de 40.347$. Els homes tenien una renda mediana de 26.774$ mentre que les dones 22.259$. La renda per capita de la població era de 15.846$. Entorn del 9% de les famílies i l'11,7% de la població estaven per davall del llindar de pobresa.

## Poblacions properes
El següent diagrama mostra les poblacions més properes.